# 扎卡塔雷區 (俄羅斯帝國)
扎卡塔雷區（俄语：Закатальский округ）是俄羅斯帝國的一個區，位於今日的阿塞拜疆西北部。北界高加索山脈。面積約3.7千平方俄里（折合4,033.5平方公里），1897年人口約8.42萬人。首府扎卡塔雷。
1830年併入沙俄，並建扎罗-别洛坎州（Джаро-Бедоканская область），1844年降格為區。1859年改為現名並轉由第比利斯省所管轄。十月革命後成為外高加索民主聯邦共和國的一部份。